# Порошкин, Илья Евгеньевич
Илья Евгеньевич Порошкин (8 августа 1995, Сыктывкар) — российский лыжник, призёр всемирной Универсиады (2019), призёр чемпионата России, победитель этапа Кубка мира, призёр чемпионата мира по лыжероллерам. Мастер спорта России международного класса.

## Биография
Воспитанник сыктывкарской ДЮСШ № 5, тренеры — Валерий Панюков, А. Н. Тропников, в сборной тренируется в группе Егора Сорина. Представляет Республику Коми, спортивное общество «Динамо» и спортивный клуб Рочевых.
На юниорском уровне становился победителем первенства России среди 20-летних в 2015 году в гонке на 15 км классикой, на том же чемпионате попал в топ-5 в спринте, гонках на 10, 20 и 50 км.
Во взрослом спорте принимал участие в российских соревнованиях с сезона 2011/12, в международных (гонки ФИС) — с сезона 2013/14. Чемпион Северо-Западного федерального округа в гонке на 15 км свободным стилем (2018), в гонке на 15 км классикой и в эстафете (2022). Становился победителем и призёром этапов Кубка России. Бронзовый призёр чемпионата России 2021 года в эстафете в составе сборной Коми.
16 февраля 2019 года дебютировал на этапе Кубка мира в итальянской Конье, заняв 60-е место в спринте. На следующий день набрал свои первые очки, заняв пятое место в гонке на 15 км классикой. Пятое место остаётся его лучшим результатом в карьере в личных видах. В эстафете 8 декабря 2019 года в Лиллехаммере стал победителем в составе второй сборной России.
Участник зимней Универсиады 2019 года в Красноярске, где стал бронзовым призёром в масс-старте на 30 км, а также занял четвёртые места в гонке на 10 км и в персьюте и был 29-м в спринте. Победитель общего зачёта Кубка Восточной Европы сезонов 2018/19 и 2021/22.
Также выступал в соревнованиях на лыжероллерах. В 2019 году стал победителем чемпионата России в раздельном старте, а на чемпионате мира в латвийской Мадоне завоевал серебро в гонке на 20 км.